# Enluminure ottonienne

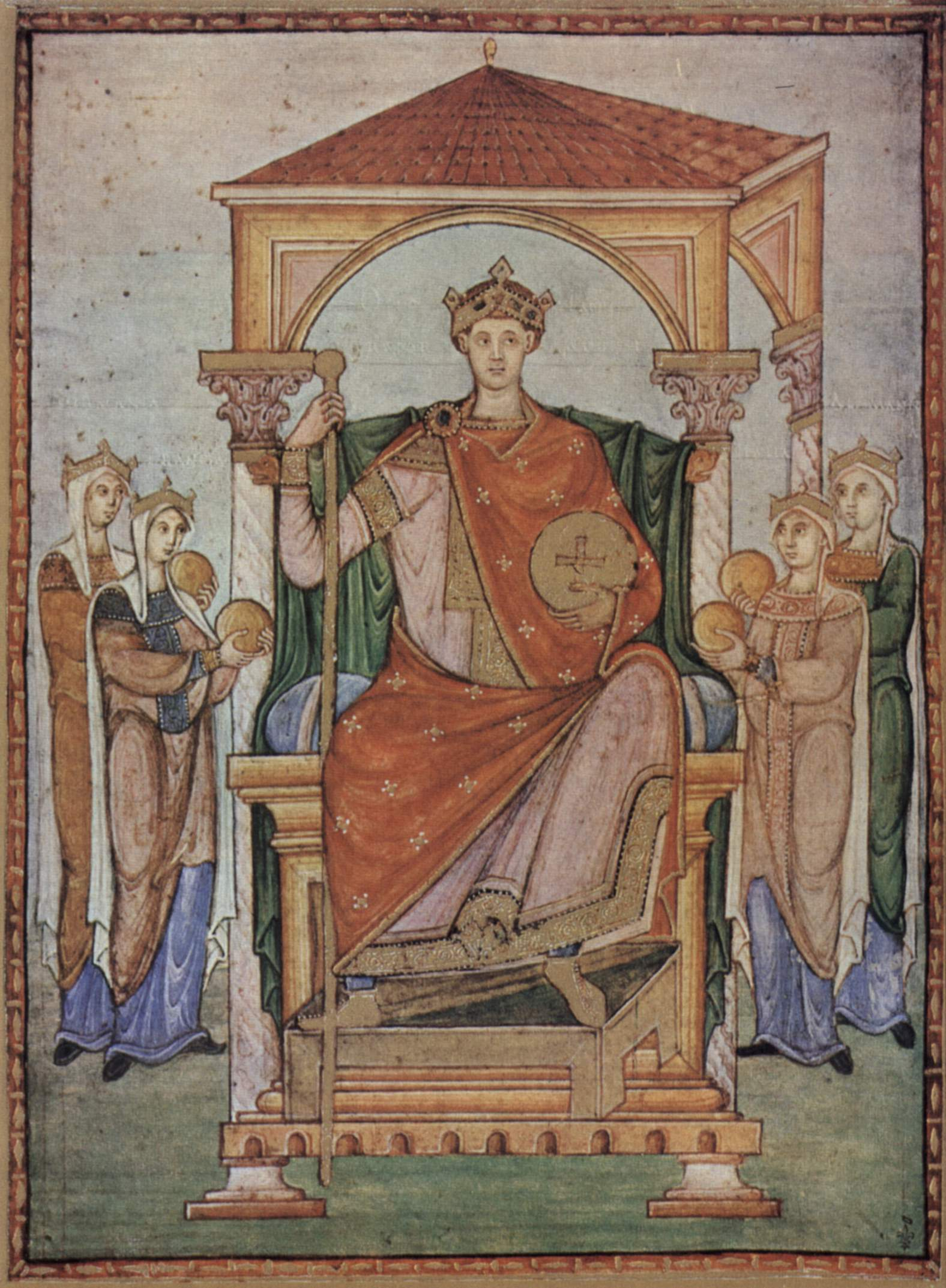
Miniature représentant Otton II du Saint-Empire, tirée du Registrum Gregorii de Trèves. Musée Condé, Ms 14bis.

L'enluminure ottonienne est l'art de décorer les livres qui s'est développé en Germanie et dans le nord de l'Italie du milieu du Xe siècle avec l'avènement d'Otton Ier du Saint-Empire au milieu du XIe siècle et la fin du règne de Henri III. Héritière de l'enluminure carolingienne, elle développe un style original qui disparait pour laisser place à l'enluminure romane au cours du XIe siècle.

## Origines et commanditaires
Deux phénomènes sont à l'origine du développement d'un art de l'enluminure propre à la période ottonienne. Un mouvement de réforme se met en place dans plusieurs monastères bénédictins et en premier lieu dans celui de Gorze, près de Metz, réformé en 933 puis à l'abbaye Saint-Maximin de Trèves en 934. Cette réforme s'étend progressivement à toute l'Allemagne. Cette réforme crée des conditions favorables à la mise en place de scriptoria et à l'émergence d'un art de la décoration des livres. En parallèle, la dynastie des ottoniens arrivée à la tête du Saint-Empire en 936, favorise cette réforme de manière à créer une alliance entre ce réseau de monastères bénédictins et le nouveau pouvoir temporel. Les souverains sont d'ailleurs les premiers à passer des commandes d'ouvrages aux abbayes. Ils cherchent ainsi à s'affirmer comme les protecteurs de la Chrétienté, les miniatures multipliant les représentations symboliques de ce pouvoir. Ces manuscrits, qui contiennent fréquemment le portrait de l'empereur, sont destinés alors aux offices qui se déroulent à la cour, ou bien offerts aux plus grands sanctuaires de l'Empire. Pour autant, contrairement à l'époque carolingienne, les scriptoria ne sont apparemment jamais installés au sein des palais impériaux mais restent au sein des établissements monastiques. Parmi les autres commanditaires, on trouve des grands prélats proches du pouvoir, évêques, abbés ou abbesses, ainsi que les épouses des empereurs.

## Influences

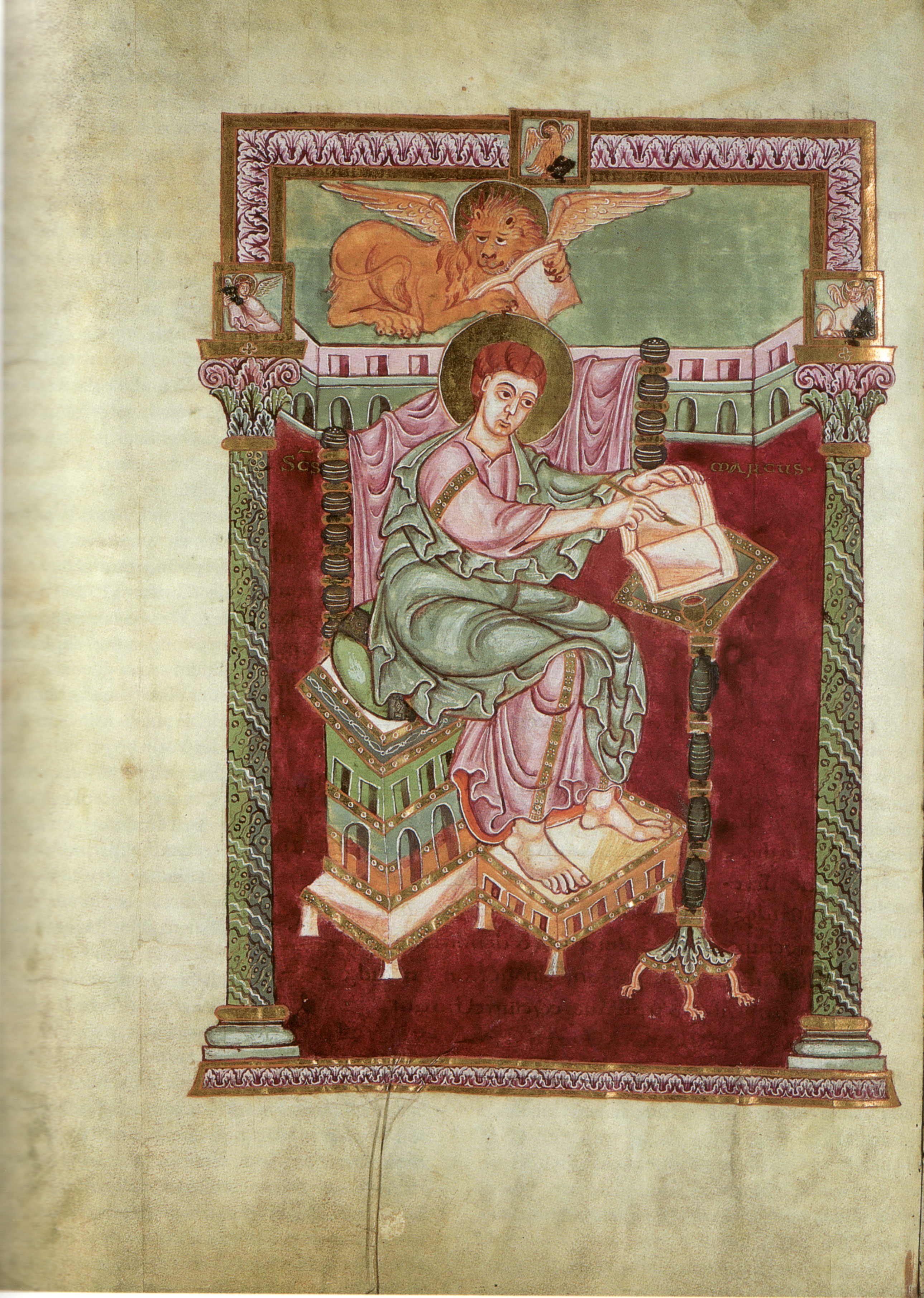
Portrait d'un évangéliste du Codex Wittekindeus, exécuté à l'abbaye de Fulda vers 975 et fortement influencé par les manuscrits carolingiens du groupe d'Ada.

L'enluminure ottonienne est bien évidemment inspirée de l'enluminure carolingienne qui la précède. Les scriptoria carolingiens d'Allemagne, notamment dans les Alpes, continuent à produire des manuscrits dans la veine carolingienne dans la première moitié du Xe siècle. Plusieurs manuscrits carolingiens encore conservés aujourd'hui sont présents dans les principaux scriptoria ottoniens et servent visiblement de modèle. C'est le cas du Codex Aureus de Saint-Emmeran, qui date de l'époque de Charles II le Chauve et qui est présent et complété à l'abbaye Saint-Emmeran de Ratisbonne. Cependant, si les manuscrits du siècle précédent servent de modèle, on assiste à un renouveau dans les types de manuscrits produits ainsi que dans les motifs de décoration,.
L'autre source fréquemment pointée est l'enluminure byzantine, qui a connu des influences diverses en fonction des lieux de production, ainsi que l'enluminure antique. Pour cette dernière, plusieurs manuscrits de cette époque sont probablement présents dans les scriptoria, comme l'Itala de Quedlinbourg.

## Caractéristiques

### Types de manuscrits
Les types de manuscrits concernés par l'enluminure ottonienne sont considérablement réduits par rapport aux manuscrits carolingiens ou insulaires de cette époque. Tout d'abord, les manuscrits de textes d'auteurs antiques disparaissent presque totalement. Même dans le domaine religieux, les types de livres sont réduits : les grandes bibles voire les psautiers sont presque totalement abandonnés. 
Deux types de manuscrits sont privilégiés. Tout d'abord, les documents diplomatiques produits par le pouvoir ottonien. Ainsi, le Privilegium Ottonianum, daté de 962, comporte un décor de feuillages sur un fond pourpre. De la même façon, l'Acte de mariage de l'impératrice Théophano, daté de 972, comporte le même fond pourpre ponctué de médaillons décorés de représentations d'animaux inspirés des soieries byzantines. Les autres types de manuscrits les plus fréquents sont des grands livres de messe, destinés à l'office, sous la forme d'évangéliaires, de livres des péricopes ou lectionnaires et de sacramentaires.

### Les décorations

#### Les lettrines
De nombreux manuscrits ottoniens comportent de grandes lettrines occupant parfois une page entière, décorée de pampres, de spirales et d'entrelacs sur des fonds verts, pourpres ou bleus. Ces ornements sont inspirés de l'enluminure carolingienne, particulièrement de l'école de l'abbaye de Saint-Gall en Suisse, et se développent pour la première fois dans le scriptorium de l'abbaye de Reichenau. Les premiers manuscrits sont regroupés sous le nom du groupe d'Eburnant, du nom d'un copiste d'un de ces manuscrits actuellement conservé à Soleure. Ce style se répand dans de nombreux manuscrits en Allemagne, ainsi qu'en France et en Italie. 
Un autre style de lettrine, lui aussi originaire de Reichenau mais postérieur d'une dizaine d'années se développe avec des lettres plus denses, trapues, sans spirales, avec des tiges bourgeonnantes, des entrelacs resserrés et des ramages formant des éclairs. Ce style se retrouve dans le psautier d'Egbert par exemple et d'autres manuscrits rassemblés sous le nom de groupe Ruodprecht.

#### Les miniatures
Contrairement à l'époque carolingienne, les miniatures des évangiles laissent le plus souvent de côté les portraits des évangélistes pour privilégier les scènes de la vie du Christ. Les différentes écoles locales font ainsi preuve d'une certaine créativité dans le choix des scènes et dans les modes de représentation. À l'inverse, il n'existe quasiment pas de scènes profanes, si ce n'est quelques rares scènes de calendrier, inspirées de manuscrits carolingiens.

#### Les miniatures du style duRegistrum Gregorii
C'est le maître du Registrum Gregorii qui est à l'origine du style véritablement original des miniatures de l'enluminure ottonienne. Installé dans un atelier au service de l'archevêque de Trèves Egbert de Trèves, cet artiste anonyme renouvelle totalement le style des miniatures de son époque en accédant sans doute à des modèles très anciens remontant à l'Antiquité. Plusieurs de ses manuscrits sont ainsi influencés par l'Itala de Quedlinbourg ou le Vergilius Vaticanus, deux des rares manuscrits antiques encore conservés aujourd'hui. Il tire aussi des motifs et une iconographie de plusieurs manuscrits carolingiens. 
Parmi les caractéristiques de son style, l'espace y est représenté par des plans successifs, superposés les uns par rapport aux autres. Les formes sont délimitées de manière très nette et par des courbes harmonieuses. Les couleurs comportent à la fois des nuances claires et des teintes chantantes. C'est particulièrement la couleur bleue qui est utilisée ainsi à de nombreuses reprises. Les fonds de couleurs sont très aérés et parfois entièrement recouverts d'or, comme dans l'évangéliaire de la Sainte-Chapelle. C'est la première fois dans l'enluminure du Haut Moyen Âge que ce procédé est utilisé.

## Les principaux centres de production

### Les scriptoria saxons
La Saxe est la terre d'origine de la dynastie des Ottoniens et constitue le premier centre de production du nouvel art ottonien. Les premiers manuscrits de ce style apparaissent vers les années 950 au sein de l'abbaye de Corvey. Il s'agit d'évangiles aux décorations uniquement ornementales, utilisant l'or, l'argent et le pourpre, produits sans doute sur commande royale et destinés à l'abbaye de Quedlinbourg. Ils empruntent leur décoration à l'école franco-saxonne et notamment d'un manuscrit provenant de Reims datant de 870-890 et conservé alors à Corvey (aujourd'hui à Prague, Kapitulni Knihovna, Cim. 2). Il s'agit notamment d'un évangile dit de Wernigerode (aujourd'hui Morgan Library and Museum M.755), un petit évangile aujourd'hui à la cathédrale d'Essen, un fragment d'évangiles aujourd'hui à Londres (British Library, Egerton 768) et un autre manuscrit partagé entre Reims (BM ms.10) et le Walters Art Museum (W751). Un autre groupe de manuscrits provenant du même monastère évoque l'enluminure anglo-saxonne de cette période, avec des miniatures dessinées à la plume, représentant des évangélistes ou des scènes de la vie du Christ : par exemple un sacramentaire (Bibliothèque universitaire de Leipzig) ou les évangiles d'Abingdhof (Bibliothèque universitaire de Cassel, Ms.Theol.fol.60). 

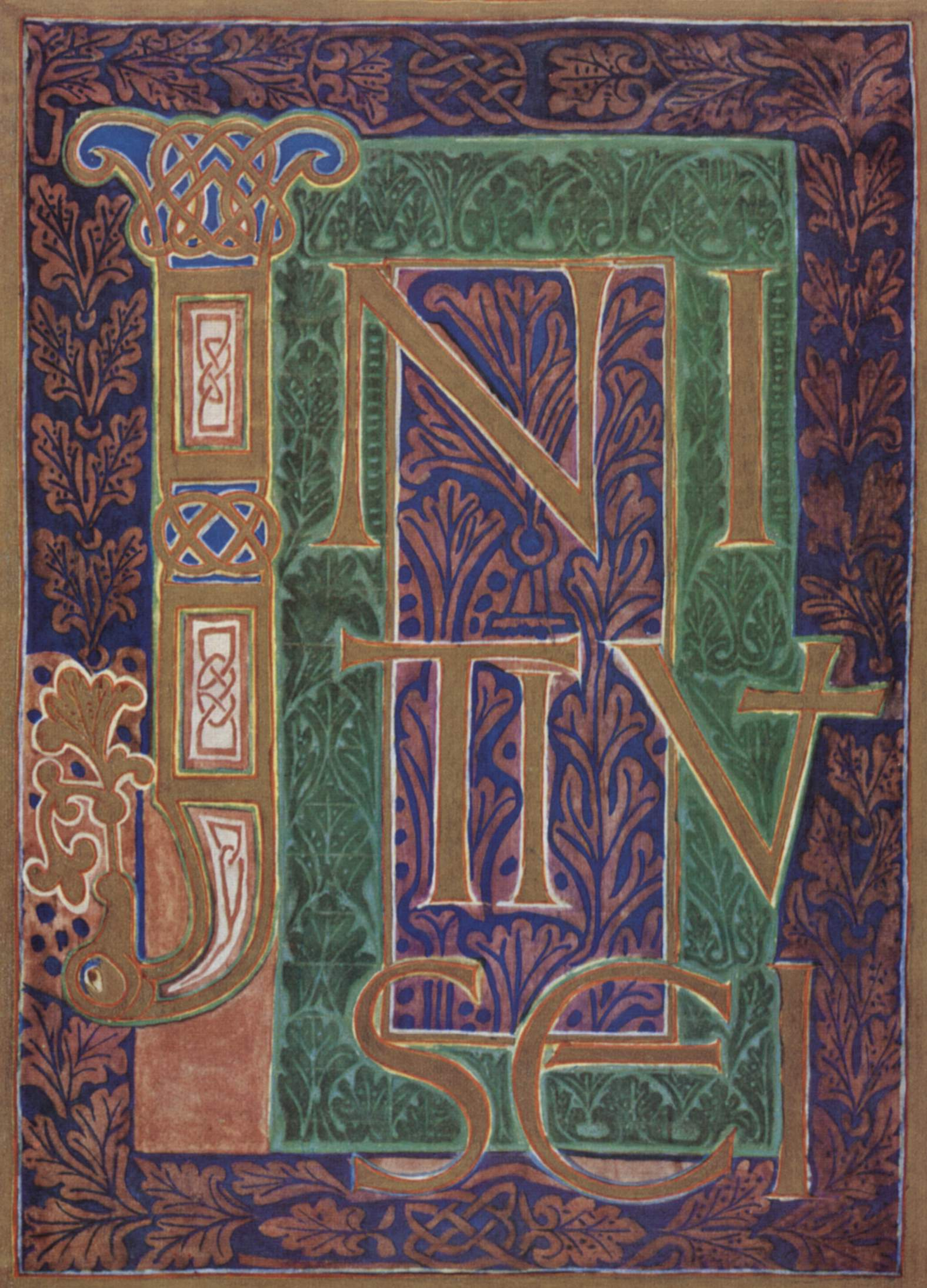
Évangiles de Corvey, vers 950, Morgan Library and Museum.
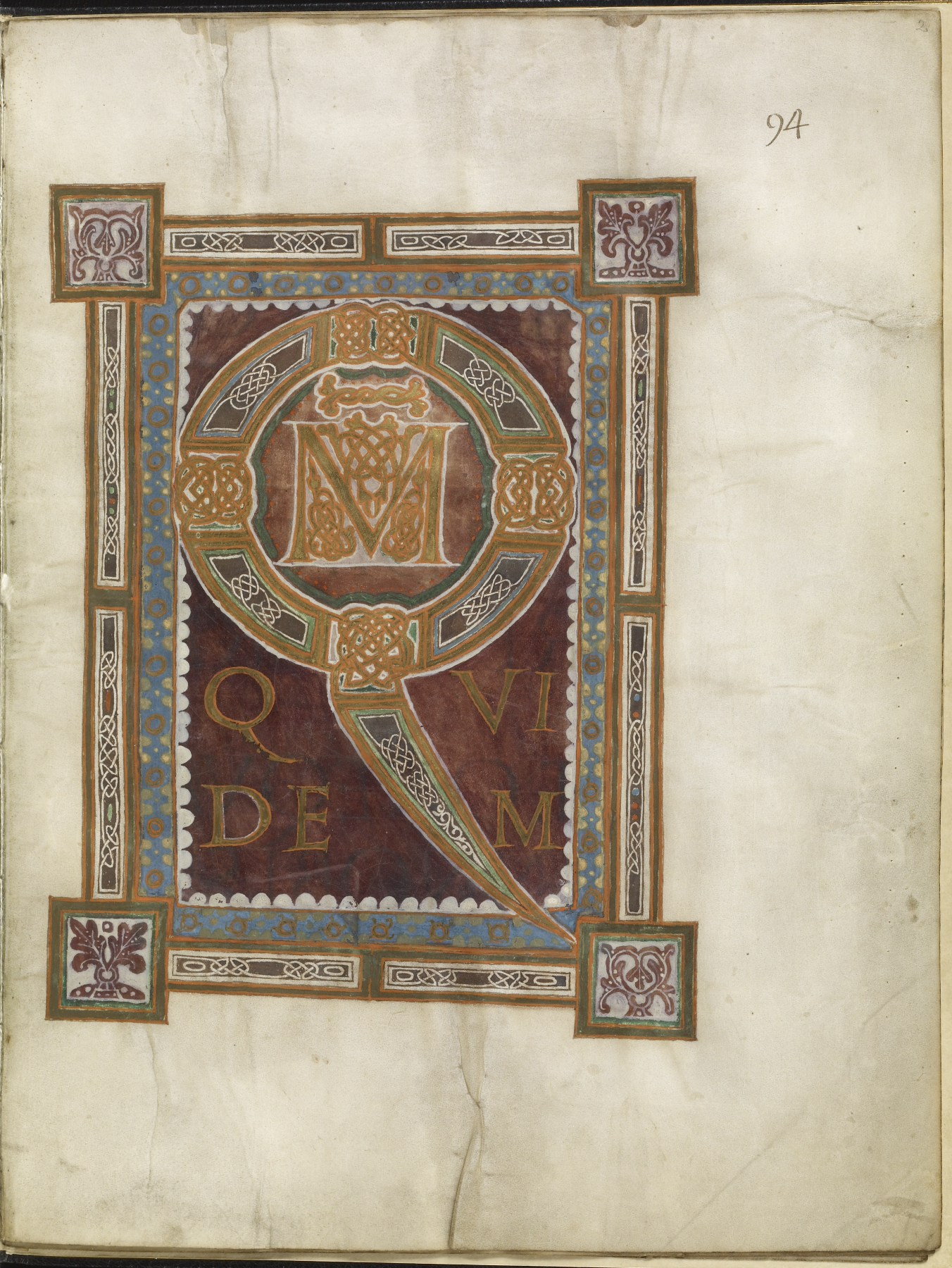
Évangiles de Reims, Walters Art Museum, W751, f.2r.
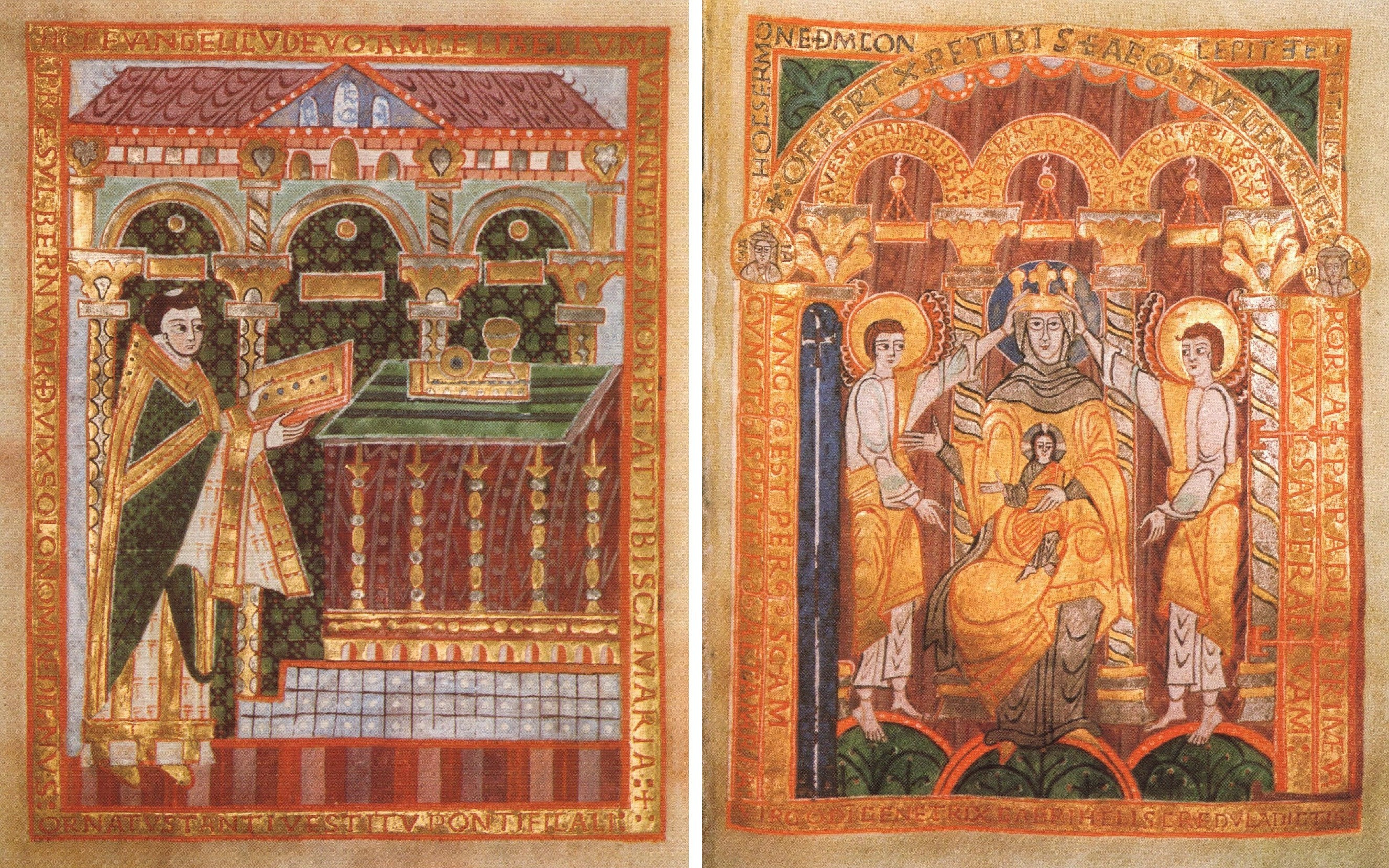
Évangiles de Bernward, Hildesheim, Ms.18

Après l'An Mil, l'école de la cathédrale de Hildesheim prend le relais de Corvey. Ce nouveau centre doit son dynamisme à son évêque saint Bernward, nommé en 993 après avoir été à la cour de l'impératrice Théophano et dans l'entourage de l'archevêque Willigis à Mayence. Il commande plusieurs ouvrages d'un nouveau style. Le premier est un livre d'évangiles daté vers 1011 écrit par le diacre Guntbald, influencé par l'Évangéliaire carolingien de Lorsch, puis un sacramentaire, daté entre 1014 et 1022, une bible et d'autres évangiles, datés d'après 1015 et contenant un portrait de Bernward.

### Reichenau
L'abbaye de Reichenau, sous l'impulsion de ses abbés Roudmann et Witigowo, devient un des plus grands scriptoria d'Europe aux alentours de l'An Mil. Un très grand nombre de manuscrits somptueux sont produits sur place, dédicacés aux empereurs : l'évangéliaire d'Otton III, l'apocalypse de Bamberg, ou encore l'évangéliaire de Liuthar. D'autres sont destinés à l'exportation. Le Maître du Registrum Gregorii y a exercé une influence directe et y a même peut être travaillé, cinq miniatures sont de sa main dans un manuscrit réalisé sur place, le codex Egberti. 
Dans les manuscrits du groupe de Liuthar, les enlumineurs développent un style différent du Maître du Registrum : les personnages, réduits à une expression et un geste, sont représentés sur des fonds vides utilisant l'or, ou des couleurs froides ou claires. Ce type de miniatures se retrouve dans l'évangéliaire d'Otton III, l'évangéliaire de Liuthar ou le livre des péricopes d'Henri II. 

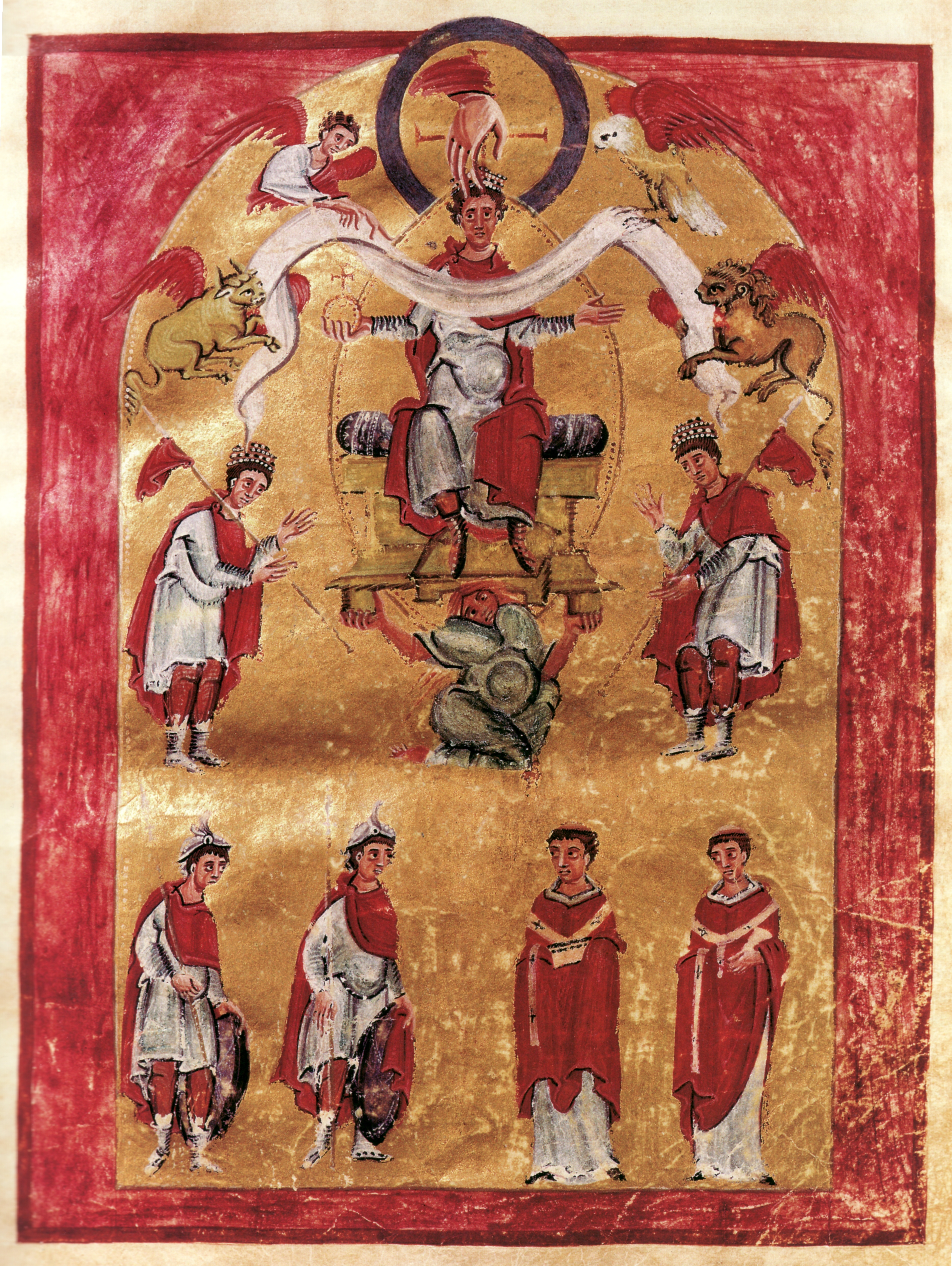
Évangéliaire de Liuthar, trésor de la cathédrale d'Aix-la-Chapelle, Inv. Grimme Nr. 25, f.16r
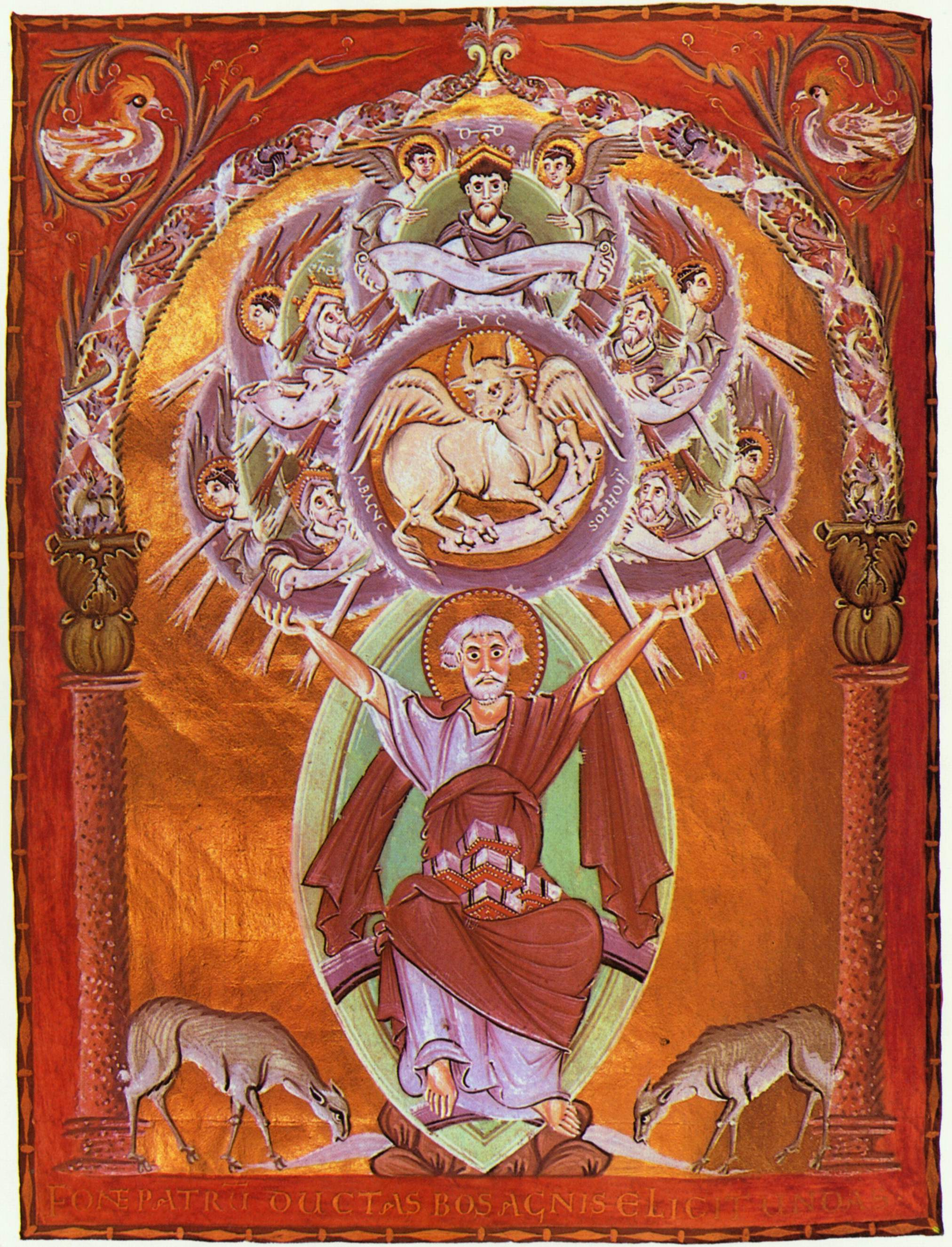
Évangéliaire d'Otton III, f.139v
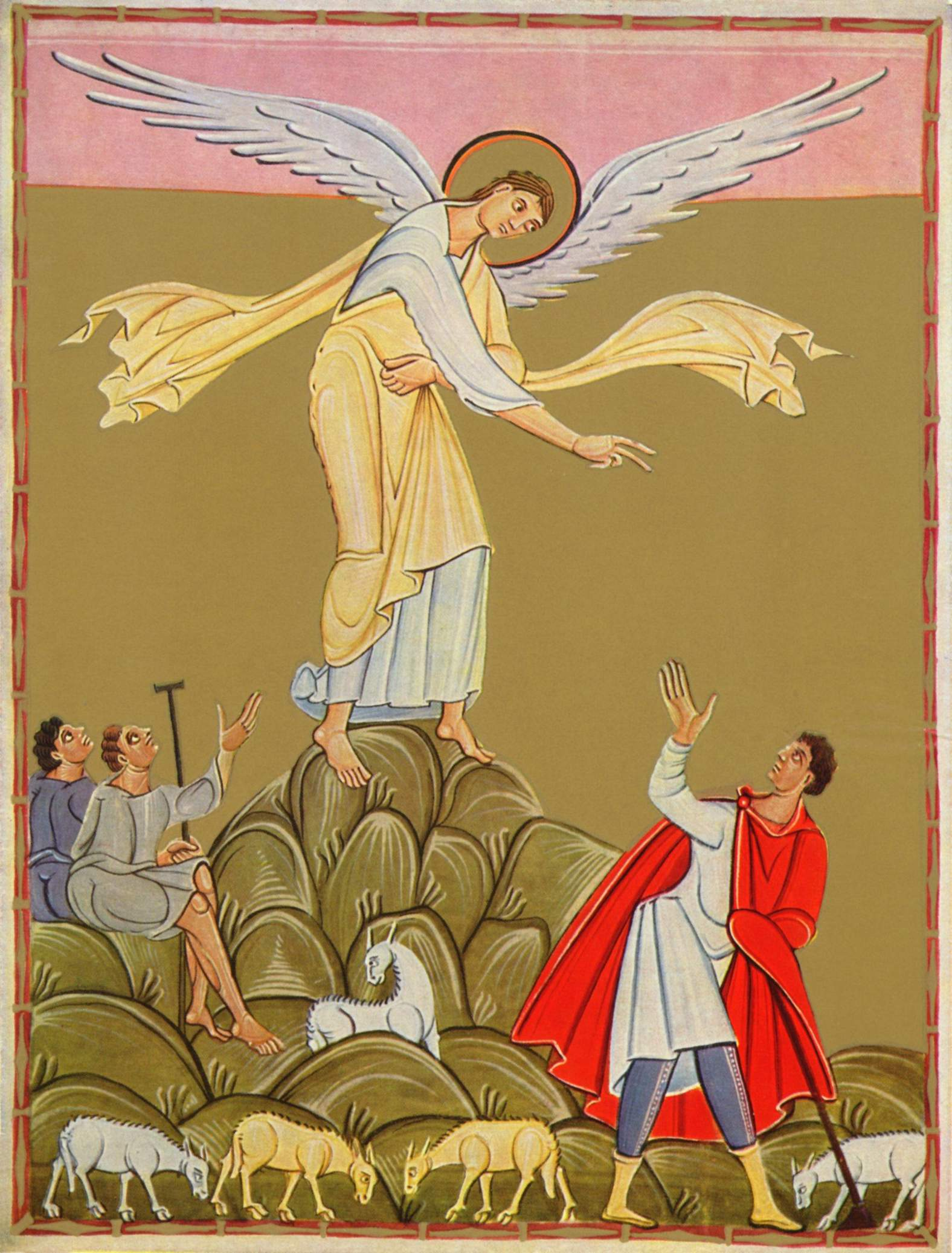
Livre des péricopes d'Henri II, L'Annonce faite aux bergers

### Cologne
Une école d'enluminure originale se développe dans l'entourage de l'archevêque Héribert de Cologne, proche conseiller d'Otton III, au tout début du XIe siècle. Son style est particulièrement influencé par l'enluminure byzantine, la présence d'un manuscrit grec du Xe siècle étant attestée sur place. Il joue spécifiquement sur la couleur, dans la diversité des coloris ainsi que sur leur rendu plastique. Parmi les manuscrits produits, on peut noter le codex de Hitda (Darmastadt, Landesbib. 1640). Un autre style se développe à partir des années 1020 sous l'influence de deux enlumineurs jumeaux, Purchardus et Chuonradus, venus de Reichenau, mélangeant les styles des deux lieux et produisant notamment des évangéliaires (Pierpont Morgan Library, M.651, BEB, Bibl.94).

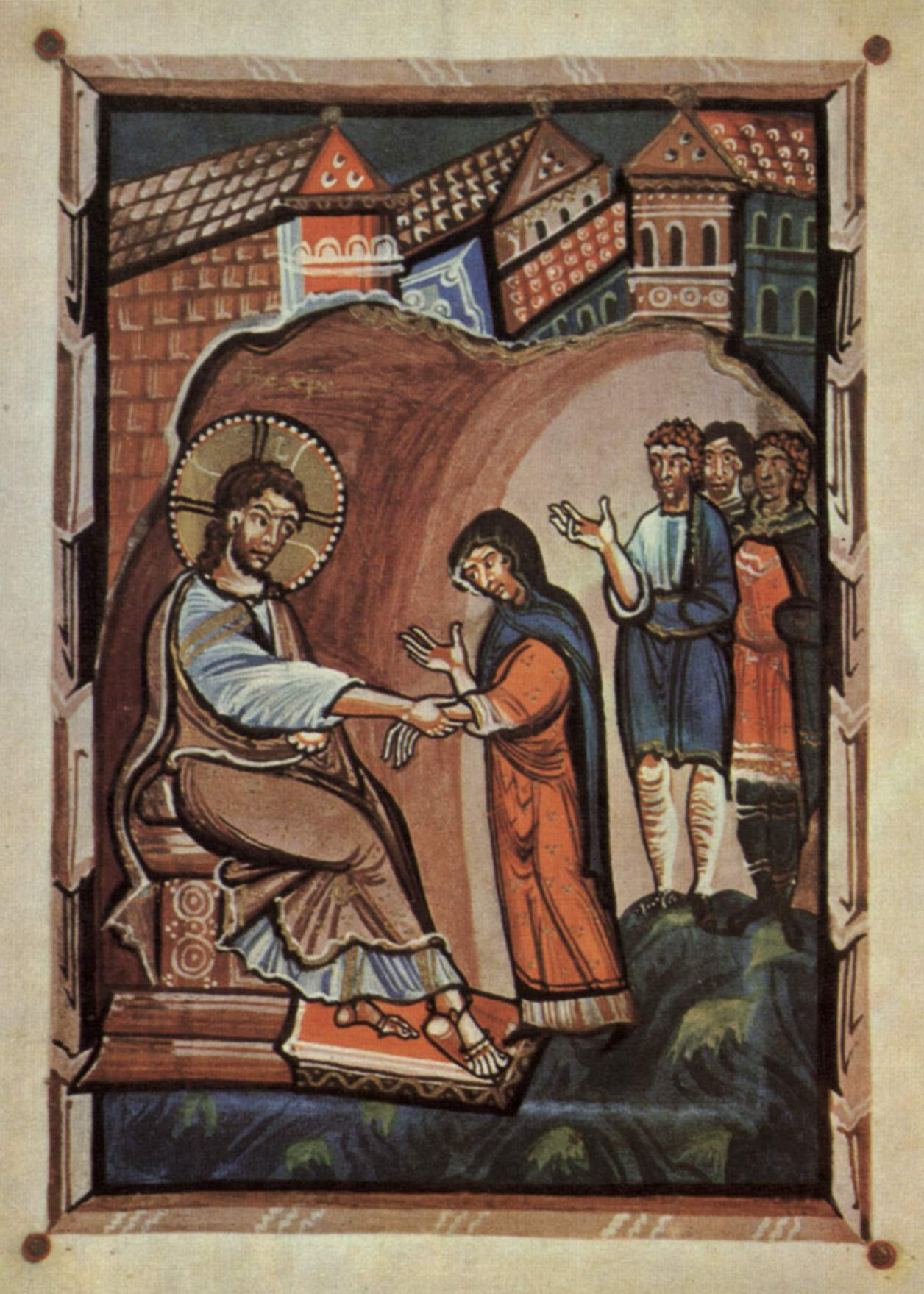
Codex de Hitda, Darmstadt, Landesbib. Ms.1640, f.77

### Mayence
C'est à Mayence que sont produits les documents diplomatiques du Privilegium Ottonianum ou de l'Acte de mariage de l'impératrice Théophano. L'influence byzantine, provenant notamment de l'impératrice, est encore plus forte, comme on peut le voir dans le livre de prières d'Otton III.

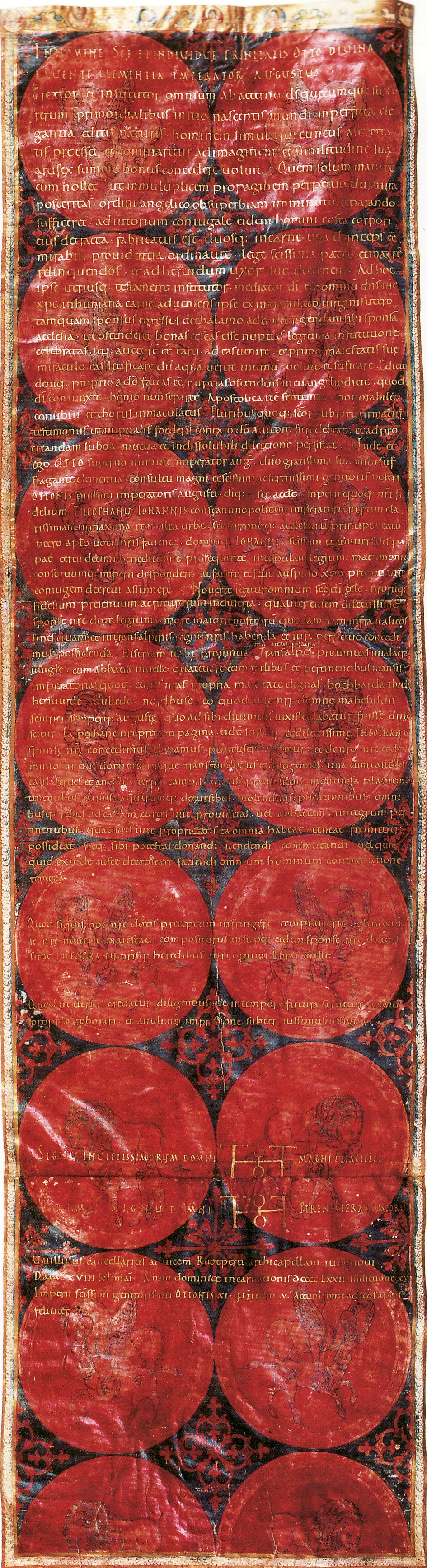
Acte de mariage de l'impératrice Théophano, Niedersächsisches Staatsarchiv 6 Urk. 11
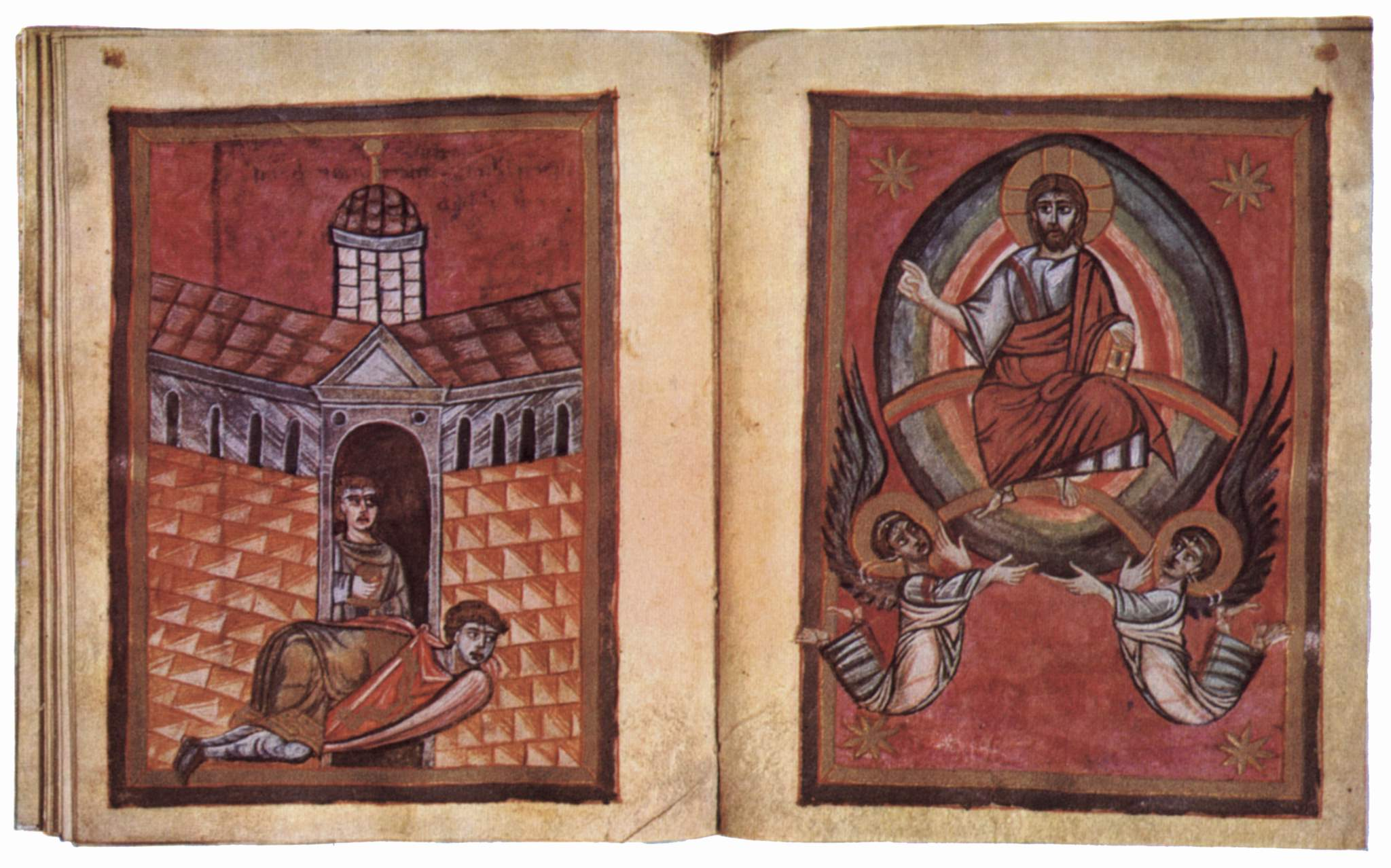
Livre de prières d'Otton III, BEB Clm 30111, Adoration de la Maiestas domini.

### Ratisbonne
Avec l'avènement d'Henri II à la tête du Saint-Empire en 1002, celui-ci favorise les centres de sa région d'origine, la Bavière et notamment Ratisbonne. De nombreux manuscrits carolingiens étaient conservés sur place dont le Codex Aureus de Saint-Emmeran, qui a fait l'objet d'une restauration et d'adjonction à la fin du Xe siècle par l'enlumineur Adalpertus. L'empereur Henri II commande ainsi un sacramentaire luxueux sur lequel il se fait représenter sur deux miniatures (BEB, Clm.4456). Il fait don d'un autre évangéliaire à l'abbaye territoriale du Mont-Cassin vers 1022 (Bibliothèque apostolique vaticane, Ottobon Lat.74). Un troisième manuscrit célèbre est produit par le même centre, il s'agit du Codex Uta (BEB, Clm 13601), évangéliaire dont les miniatures suivent les préceptes de l'enseignement scolastique de Hartwic de Saint-Emmeran.

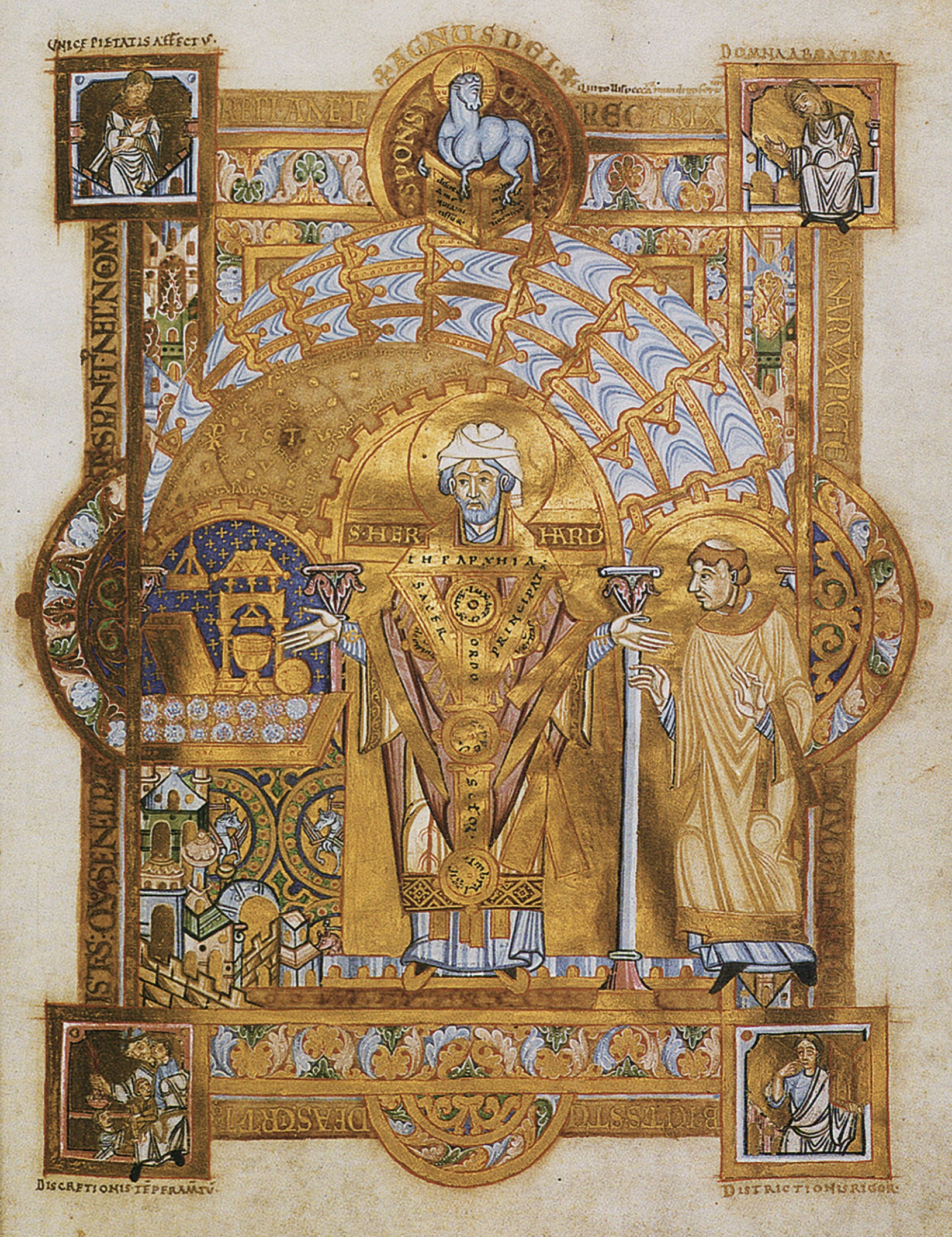
Codex Uta, saint Eberhard offrant la messe, BEB, Clm.13601, f.4
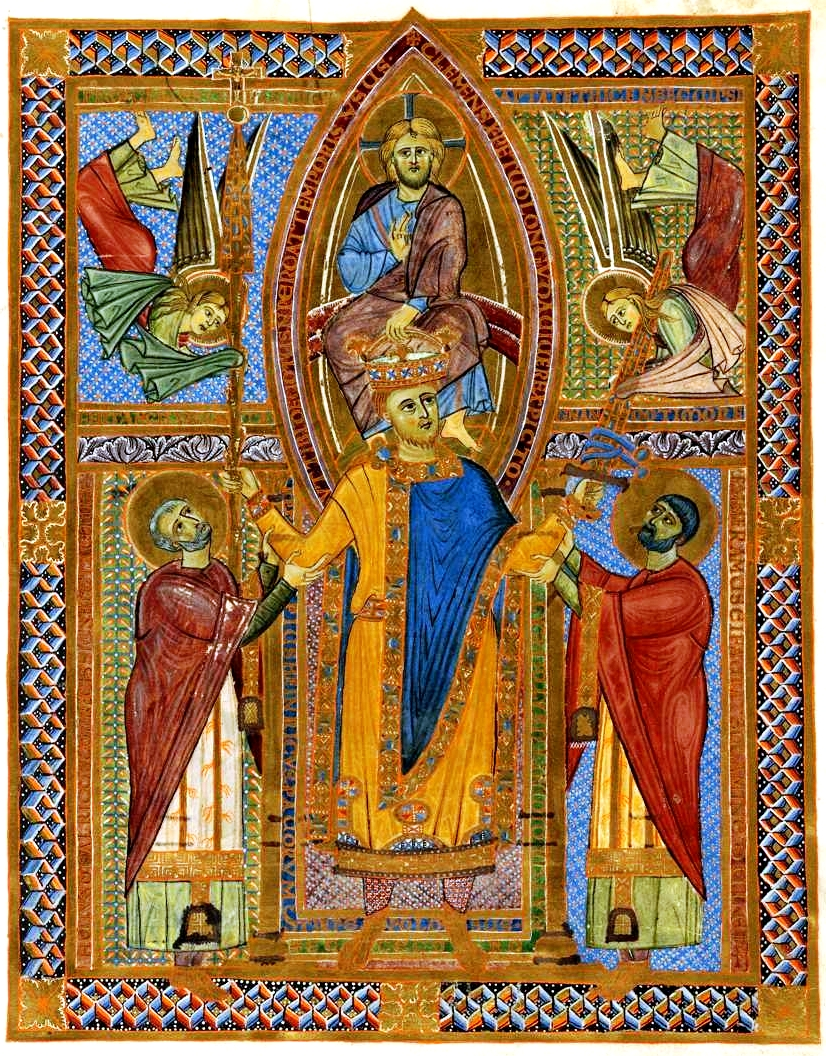
Sacramentaire d'Henri II, scène de couronnement de l'empereur, f.11r.
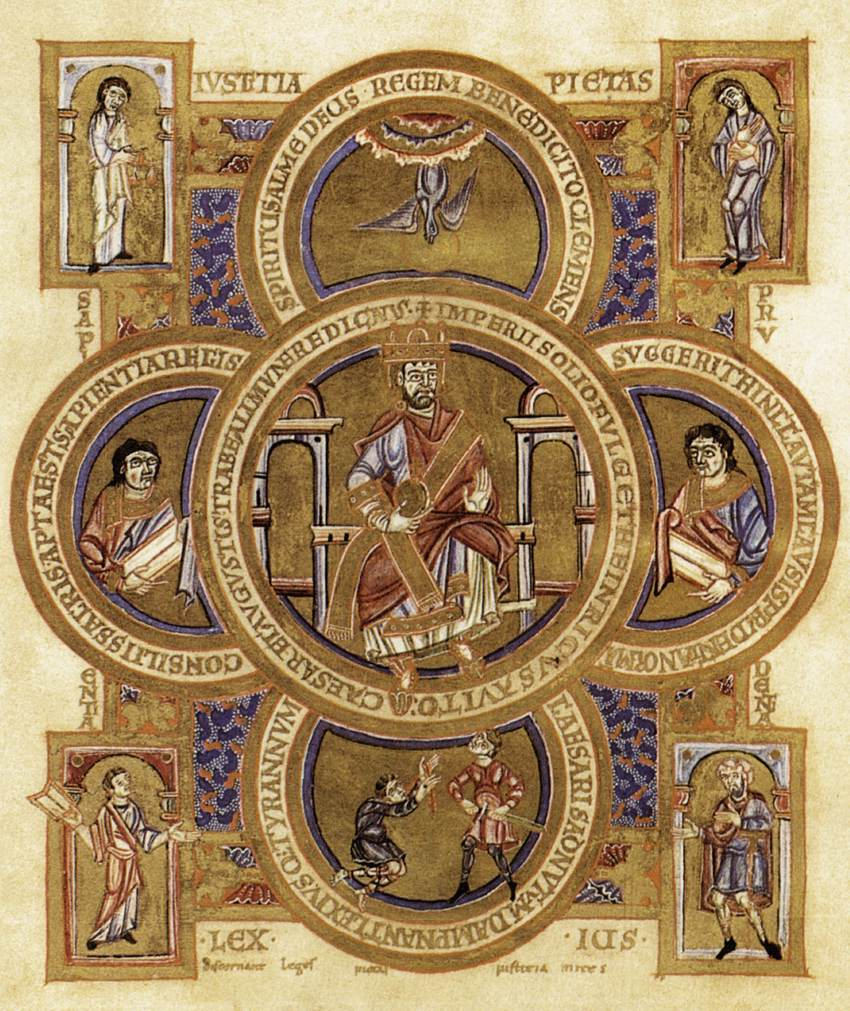
Évangéliaire d'Henri II, Bibliothèque apostolique vaticane, Ottobon Lat.74
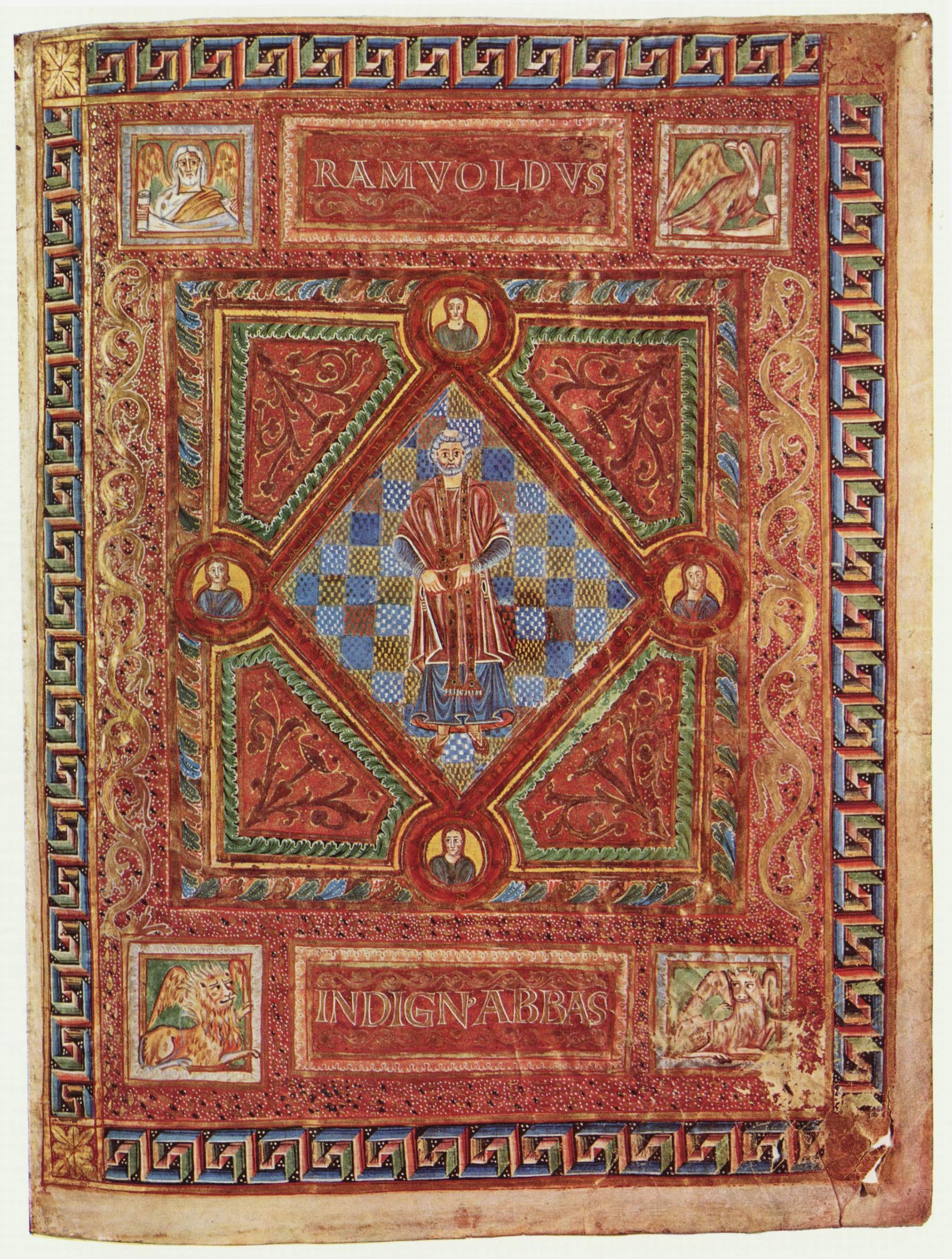
Codex Aureus de Saint-Emmeran, BEB Clm.14000, miniature ajoutée par Adalpertus

### Salzbourg
L'école de Salzbourg est un des centres les plus importants de la fin de la période ottonienne, sous le règne d'Henri II, installé au sein de l'abbaye Saint-Pierre de Salzbourg. Très proche du style de Ratisbonne, elle est particulièrement influencée par l'enluminure byzantine. Elle annonce aussi l'enluminure romane. Parmi les manuscrits célèbres de cette école, on trouve les péricopes de Salzbourg (BEB, Clm 15713), ainsi qu'un autre livre des péricopes conservé à la Pierpont Morgan Library (M.781) ainsi qu'un lectionnaire conservé au même endroit (M.780) et daté de la seconde moitié du XIe siècle. 

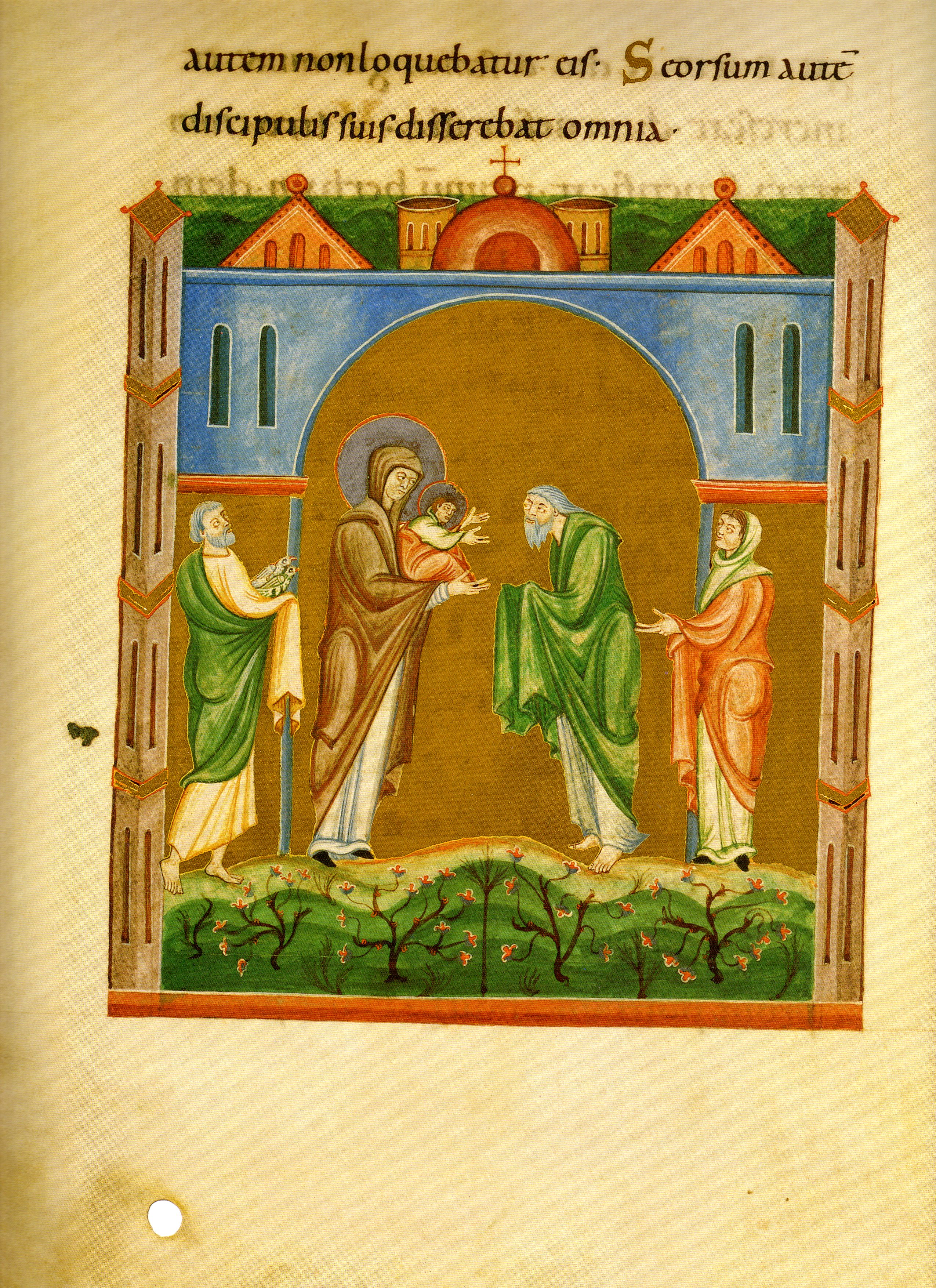
Péricopes de Salzbourg, f.24v

### Echternach
L'abbaye d'Echternach, dans l'actuel Luxembourg, prolonge l'héritage du maître du Registrum Gregorii, notamment par l'intermédiaire de l'évangéliaire de la Sainte-Chapelle conservée un temps dans le monastère. La proximité de Trèves a sans doute aussi eu une grande influence, certains manuscrits conservés dans cette ville dont le codex Egberti servant de source d'inspiration au scriptorium. Le renouveau de l'enluminure dans cette abbaye se fait à la suite de sa réforme par Humbert à partir de 1028 et la protection apportée par l'empereur Henri III. Parmi les manuscrits les plus célèbres produits par l'abbaye, on compte le codex Aureus d'Echternach, entre 1030 et 1050, puis le livre des Péricopes d'Henri III (de) vers 1039 (Brême, Stadtbibl. cod.B.21) et le codex Aureus de Spire vers 1045 pour la cathédrale de cette ville. Le dernier manuscrit d'importance est le manuscrit des évangiles de Goslar, offert à la cathédrale de cette ville par l'empereur vers 1051-1056.

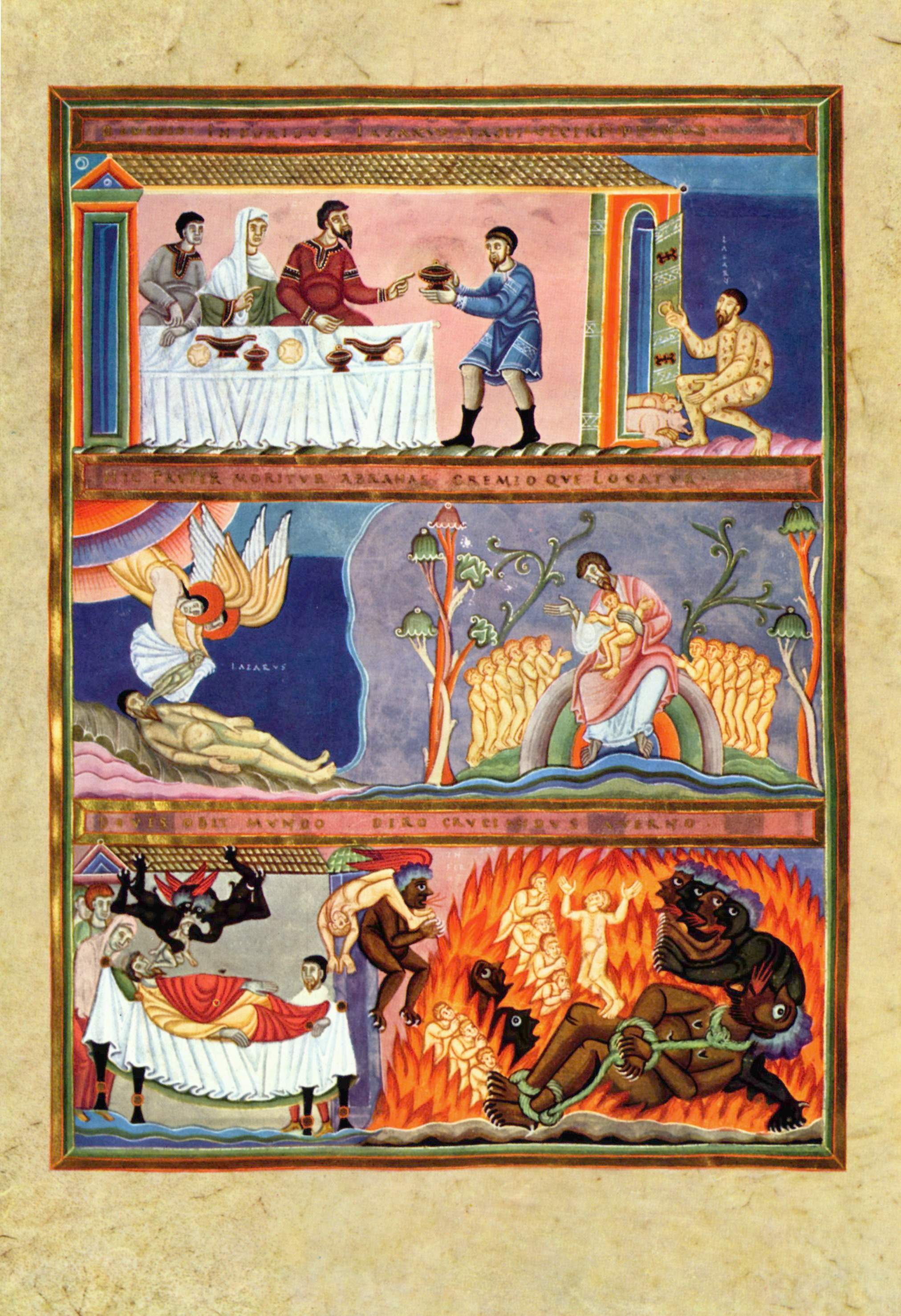
Codex Aureus d'Echternach, f.78r
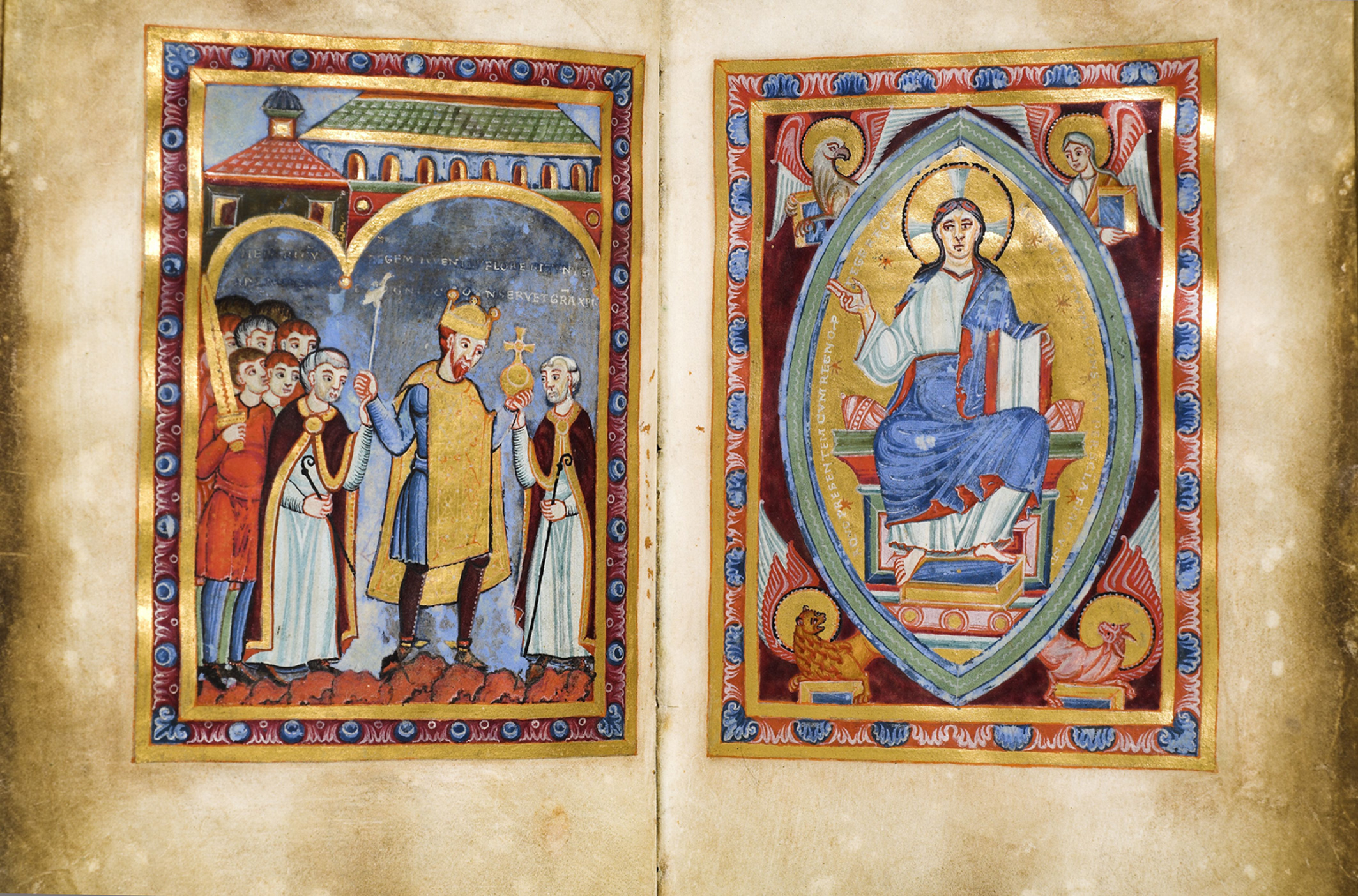
Livre des Péricopes d'Henri III (de)
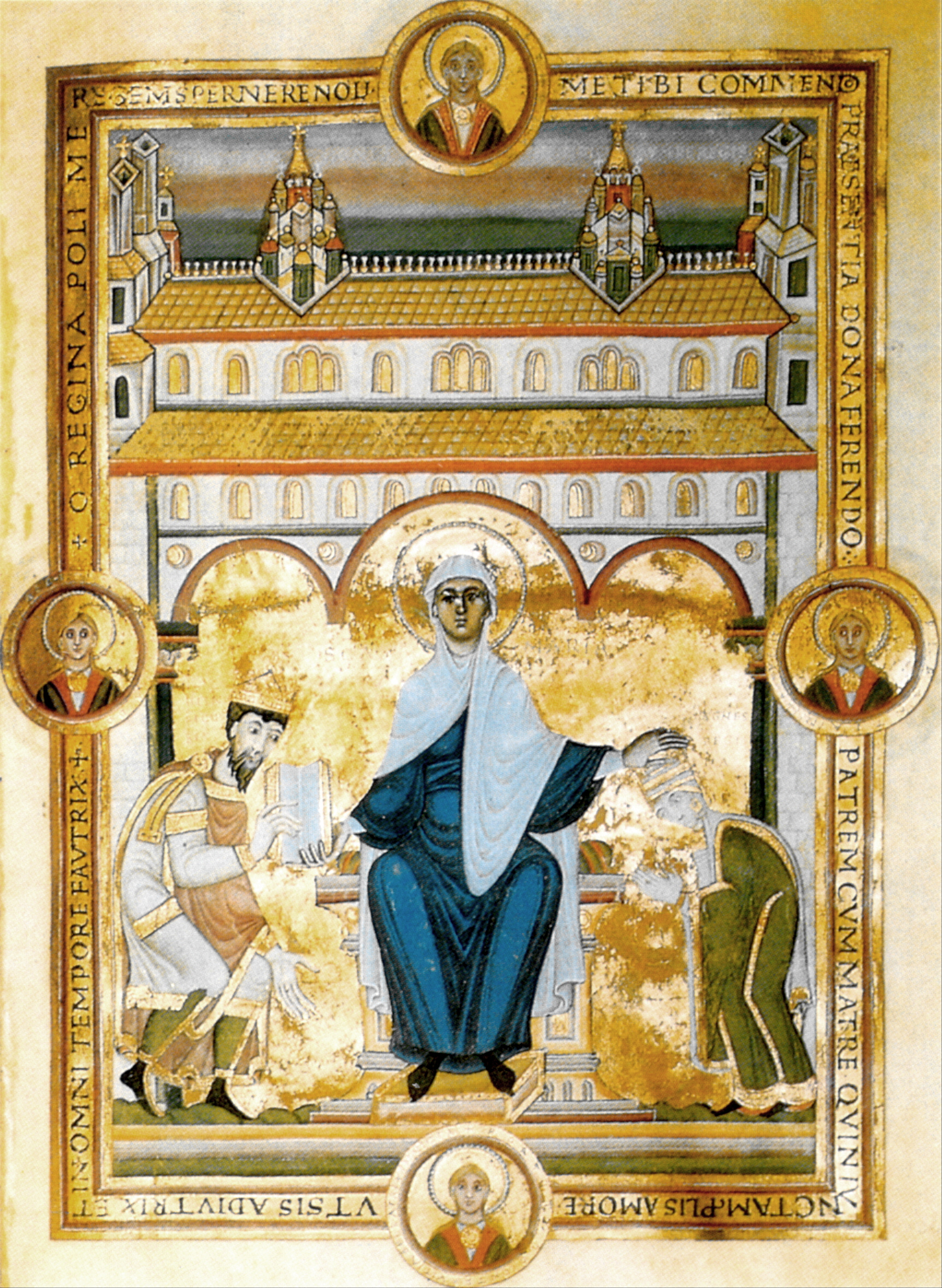
Codex Aureus de l'Escurial, f.3r
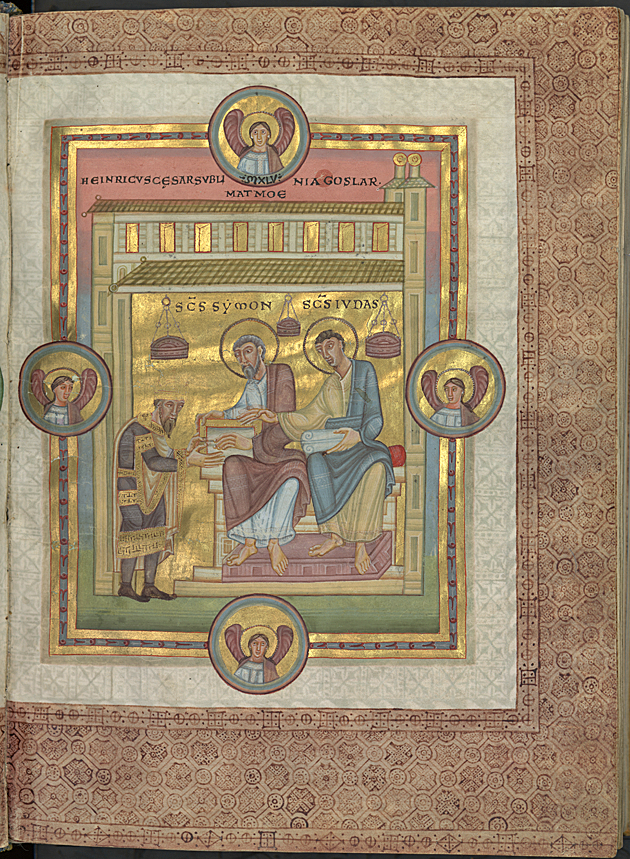
Évangiles de Goslar, f.4r.

## Influence et reconnaissance

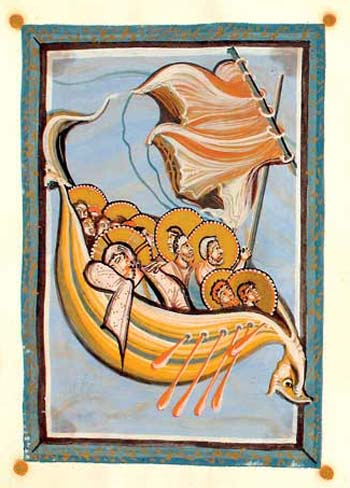
Évangéliaire de Hitda, tempête en mer

En 2003, la Bibliothèque d'État de Bavière propose l'inscription au registre de la Mémoire du monde de l'UNESCO dix manuscrits provenant du scriptorium de l'abbaye de Reichenau datant de la période ottonienne. Cette inscription est retenue la même année car « la supériorité absolue de l’enluminure allemande en Europe s’est affirmée pour la première fois pendant la période ottonienne ». Parmi ces manuscrits, se trouvent :
- L'Évangéliaire de Liuthar ou d'Otton III (Aix-la-Chapelle, Trésor de la cathédrale)
- L'Apocalypse de Bamberg (Bamberg, Bibliothèque d'État de Bamberg, Msc.Bibl.140)
- Le Commentaire sur le Cantique des cantiques de Bamberg (Bamberg, Bibliothèque d'État de Bamberg, Msc.Bibl.22)
- Le Psautier d'Egbert (Cividale del Friuli, Museo Archeologico Nazionale, Ms.136)
- Le Gero-Codex (Darmstadt, Landesbibliothek, Cod.1948)
- Le Livre des péricopes d'Henri II (Munich, Bibliothèque d'État de Bavière, Clm 4452)
- L'Évangéliaire d'Otton III (Munich, Bibliothèque d'État de Bavière, Clm 4453)
- L'Évangéliaire de Reichenau (Munich, Bibliothèque d'État de Bavière, Clm 4454)
- L'Évangéliaire de Poussay (Paris, Bibliothèque nationale de France, Lat.10514)
- Le Codex Egberti (Trèves, Stadtbibliothek, Cod.24)